# Currensy
Shante Scott Franklin (Nova Orleans, 4 de abril de 1981), mais conhecido pelo seu nome artístico de Currensy (estilizado: Curren$y), é um rapper norte-americano.

## História

### Biografia
Em 2002, Currensy assinou com a "Master P." de No "Limit Records" e foi um membro da 504 Boyz. A canção "Get Back", de 504 Boyz Produzido por "Donald XL Robertson" fez a trilha sonora de "Malibu's Most Wanted". Currensy apareceu em cinco músicas no lado de Master P, no álbum Bad Side, lançado em 2004. ainda no mesmo ano, Currensy assinado com a Cash Money Records e a Young Money Entertainment de Lil Wayne. Lil Wayne e Currensy frequentaram a mesma escola primária. I foi destaque em "Grown Man", de Lil Wayne sobre Tha Carter II e no "Grown Man Remix" com Boo. ficou na Young Money até o final de 2007. Currensy decidiu deixar o rótulo a fazer negócios por conta própria. Durante vários meses, ao longo de 2008, Currensy lançou uma série de álbuns.

## Discografia

### álbums
- This Ain't No Mixtape (2009)
- Jet Files (2009)
- Pilot Talk (2010)
- Pilot Talk II (2010)
- Covert Coup (2011)
- Weekend at Burnie's (2011)
- Muscle Car Chronicles (2012)
- The Stoned Immaculate (2012)
- Pilot Talk III (2013)[9]